# Борбона
Борбона (італ. Borbona) — муніципалітет в Італії, у регіоні Лаціо,  провінція Рієті.
Борбона розташована на відстані близько 90 км на північний схід від Рима, 26 км на північний схід від Рієті.
Населення — 626 осіб (2014).
Щорічний фестиваль відбувається 27 травня. Покровитель — Santa Restituta.

## Демографія
Населення за роками:

Станом на 1 січня 2023 року в муніципалітеті офіційно проживало 36 іноземців з 5 країн, серед них 28 громадян країн Євросоюзу.

## Сусідні муніципалітети
- Антродоко
- Каньяно-Амітерно
- Читтареале
- Мічильяно
- Монтереале
- Поста